# Sylvaine (musicienne)
Pour les articles homonymes, voir Sylvaine (homonymie).

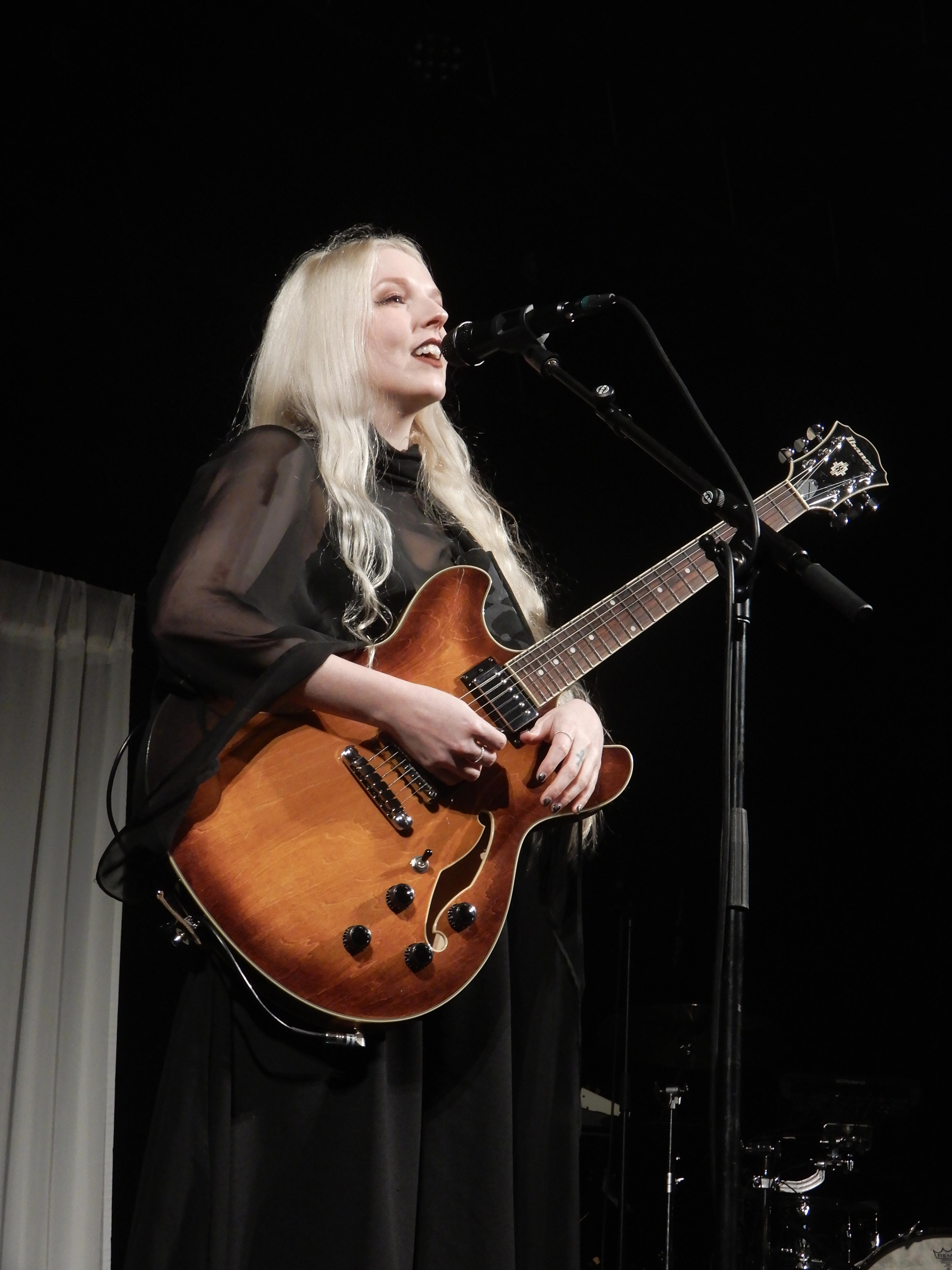
Sylvaine au Trianon de Paris le 13 octobre 2024

Sylvaine, de son vrai nom Kathrine Shepard, est une musicienne norvégienne multi-instrumentiste née à San Diego, en Californie, et qui réside depuis 2014 à Paris, en France.

## Biographie

### Enfance et adolescence (1991-2013)
Kathrine Shepard est née en 1991 à San Diego, en Californie. Quelques années après sa naissance, ses parents ont déménagé en Norvège, pays natal de sa mère. Elle est plongée dès son enfance dans l'univers musical, ses parents en étant eux-mêmes issus. Son père, Stephen Shepard, était batteur professionnel et sa mère travaillait avec les labels et les promoteurs de concerts. Elle étudie la musique pendant sept ans et joue en parallèle dans plusieurs groupes aux influences diverses. Elle a un bachelor degree en musicologie à l'Université d'Oslo,.

### Sylvaine (depuis 2013)
Après avoir joué dans des groupes, étudié la musique et travaillé dans l'industrie musicale, Kathrine Shepard ressent le besoin de créer un projet musical plus personnel. C'est ainsi qu'en 2013 naît Sylvaine, qui est aussi bien le nom du projet que son nom de scène. C'est la contraction du mot sylvan, qui désigne la forêt et le bois, et du nom du poète français Paul Verlaine.
Son premier album autoproduit Silent Chamber, Noisy Heart sort le 14 novembre 2014. Sylvaine y assure le chant et tous les instruments, à l'exception de la batterie qui est enregistrée par son père. La musique est essentiellement un mélange de blackgaze et de post-rock éthéré. L'album reçoit des bonnes critiques, et lui permet d'assurer la première partie de Alcest sur la tournée Sud-Américaine de 2014.
Wistful, deuxième album, sort le 13 mai 2016 sur le label Season of Mist. Sylvaine continue de faire la plupart des instruments. Elle fait aussi appel à des invités, dont Neige qui joue certaines parties de batterie. Avec cette nouvelle sortie, Sylvaine confirme le style musical du projet qui s'inscrit dans la continuité du premier opus et dans une approche semblable à celle de Alcest.
Le 2 novembre 2018 paraît Atoms Aligned, Coming Undone. Sont à nouveau crédités Stephen Shepard et Neige pour les parties de batteries, ce dernier l'est aussi pour la composition des parties de basses. L'album a été enregistré, mixé et produit par Benoît Roux (Anorexia Nervosa) et masterisé par Jack Shirley (Deafheaven, Amenra, etc...).
Le quatrième album, Nova, sort le 4 mars 2022. Elle collabore avec Dorian Mansiaux pour assurer la batterie aussi bien en studio qu'en concert.

## Membres

### Permanent
- Sylvaine : Chant, guitare, synthétiseur et basse

### Live
- Florian Ehrenberg : Chœur et guitare
- Maxime Mouquet : Chœur et basse
- Dorian Mansiaux : Batterie

## Discographie

### Albums
- 2014 : Silent Chamber, Noisy Heart
- 2016 : Wistful
- 2018 : Atoms Aligned, Coming Undone
- 2022 : Nova

### Single et EPs
- 2020 : Time Without End (avec Unreqvited)
- 2024 : Eg Er Framand

### En tant qu'invitée
- 2016 : Kodama (Alcest)
- 2017 : Smoke Screen Horizon (Autumn's Dawn)
- 2018 : Unravel (Clouds)
- 2019 : Unravel (Clouds)
- 2019 : L'Île des Morts (Alcest)
- 2021 : Meridian (ISON)
- 2021 : Diorama (MØL)
- 2022 : Stabat Mater (Carpenter Brut)